# Kurtoxin
Kurtoxin ist ein Neurotoxin aus dem südafrikanischen Dickschwanzskorpion Parabuthus transvaalicus.

## Eigenschaften
Kurtoxin ist ein Peptid und ein Skorpiontoxin im Gift des südafrikanischen Dickschwanzskorpions. Daneben sind im Gift noch die Toxine Bestoxin, Birtoxin, Dortoxin und Altitoxin vorhanden. Kurtoxin besitzt vier Disulfidbrücken. Kurtoxin bindet an die Bindungsstelle 3 von spannungsgesteuerten Natriumkanälen (Nav1.2/SCN2A) und an Calciumkanäle (Cav3.2/CACNA1H T-Typ) in Säugetieren und hemmt die Inaktivierung bei Natriumkanälen. Weiterhin bindet es an Calciumkanäle vom P-, N- und L-Typ, nicht aber an Cav1.2/CACNA1C, Cav2.1/CACNA1A, Cav2.2/CACNA1B und Cav2.3/CACNA1E.